# Tăng Thành Nam
Tăng Thành Nam (sinh ngày 9 tháng 5 năm 1974), là một nghệ sĩ vĩ cầm người Việt Nam. Ông hiện là concertmaster (bè trưởng) của Dàn nhạc giao hưởng Thành phố Hồ Chí Minh.

## Tiểu sử
Tăng Thành Nam sinh tại Hà Nội nhưng nguyên quán ở Mỹ Xuyên, Sóc Trăng. Cha ông là nhạc sĩ và là nghệ sĩ vĩ cầm Tăng Minh Thành. Ông còn có chị gái Tăng Thuý Hà là giảng viên piano. Tăng Thành Nam bắt đầu học vĩ cầm lúc 5 tuổi với cha của mình và chuyển vào học tại Nhạc viện thành phố Hồ Chí Minh. Tại đây, ông được đào tạo dưới sự dẫn dắt của các nghệ sĩ Bùi Công Thành và Bích Ngọc.

## Sự nghiệp
Tăng Thành Nam từng đạt Giải Nhất trong cuộc thi quốc gia Việt Nam mang tên "Âm nhạc mùa thu" lần II tổ chức năm 1993. Ông tốt nghiệp thủ khoa chuyên ngành vĩ cầm tại Nhạc viện thành phố Hồ Chí Minh năm 1996. Năm 1998, ông được nhận Huy chương Tài năng trẻ của Chính phủ.
Năm 1998, Tăng Thành Nam nhận được học bổng theo học tại Nhạc viện Quốc gia Pháp tại Boulogne Billancourt và tốt nghiệp thủ khoa bậc cao học chuyên ngành biểu diễn violin vào năm 2002. Tại đây, ông được nữ giáo sư Maryvonne Le Dizes đào tạo, người từng đạt giải nhất trong Cuộc thi violin Quốc tế mang tên Paganini. Tăng Thành Nam cũng từng được Dàn nhạc Trẻ Châu Á mời đi lưu diễn tại các nước Hoa Kỳ, Thụy Sỹ, Tây Ban Nha, Ý, Bỉ, Đức, Pháp, Hà Lan và các nước Châu Á trong các năm 1994, 1995, 1996 và 1998. Năm 2010, ông biểu diễn trong một chương trình recital tại New York, Hoa Kỳ. Năm 2012, ông biểu diễn tại Myanmar với tư cách concertmaster trong Dàn nhạc Quốc gia Myanmar.
Năm 2017, Tăng Thành Nam tham gia hai lễ hội âm nhạc tại Mỹ là Texas Music Festival và Apple Hill Chamber Music festival. Với festival đang diễn ra, mỗi tuần ông tham gia diễn 2-3 buổi hòa nhạc cùng với dàn nhạc thính phòng và dàn nhạc giao hưởng. Trong đó, ông phải vượt qua cuộc sát hạch khá gay gắt của Apple Hill để trở thành nghệ sĩ vĩ cầm duy nhất được mời tham dự. Năm 2014, ông biểu diễn cùng dàn nhạc giao hưởng Trondheimsolistene tại Na Uy.
Hiện tại, Tăng Thành Nam là nghệ sĩ độc tấu vĩ cầm và là concertmaster của Dàn nhạc Giao hưởng HBSO, đồng thời là một giảng viên vĩ cầm tại Nhạc viện TP.HCM.

## Đời tư
Tăng Thành Nam kết hôn với nhà văn, nghệ sĩ Nguyễn Thị Châu Giang và có 2 người con. Người con gái đầu tên Cầm Thi và con trai Kỳ Nam cũng đang học vĩ cầm tại Nhạc viện Thành phố Hồ Chí Minh.